# انجمن سلطنتی نقاشان رنگ روغن انگلستان
انجمن سلطنتی نقاشان رنگ روغن انگلستان (انگلیسی: Royal Institute of Oil Painters) که به اختصار آراوآی شناخته می‌شود یک انجمن نقاشان مستقر در لندن انگلستان می‌باشد و تنها انجمن هنری می‌باشد که در عرصه نقاشی رنگ روغن به فعالیت می‌پردازد. این انجمن عضو جامعه فدراسیون هنرمندان بریتانیا می‌باشد. انجمن سلطنتی نقاشان رنگ روغن انگلستان در سال ۱۸۸۲ بنیانگذاری شد. هنرمندان تاریخی همچون آنری فانتن لاتور، لاورنس آلما-تادما، والتر سیکرت، لورا نایت، جان کالیر و اگوست رودن که با انجمن به شهرت رسیده‌اند.